# Fengcun Shuiku
Fengcun Shuiku (kinesiska: 冯村水库) är en reservoar i Kina. Den ligger i provinsen Shaanxi, i den nordvästra delen av landet, omkring 52 kilometer norr om provinshuvudstaden Xi'an. Fengcun Shuiku ligger 513 meter över havet. Arean är 0,70 kvadratkilometer. Trakten runt Fengcun Shuiku består till största delen av jordbruksmark. Den sträcker sig 1,0 kilometer i nord-sydlig riktning, och 1,3 kilometer i öst-västlig riktning.
Genomsnittlig årsnederbörd är 619 millimeter. Den regnigaste månaden är september, med i genomsnitt 142 mm nederbörd, och den torraste är december, med 1 mm nederbörd.